# Neptunes de Nantes
Les Neptunes de Nantes är en fransk damsportklubb från Nantes, bildad 1998. Klubben var ursprungligen enbart inriktad på handboll, men 2022 tillkom volleyboll genom en sammanslagning med klubben Volley-Ball Nantes. Inom bägge idrotterna är klubben etablerad i högsta serien. Efter att huvudsponsorn för handbollslaget drog sig tillbaka sommaren 2024 var det professionella laget tvunget att ansöka om konkurs. Som ett resultat av detta förlorade Neptunes de Nantes sin startplats i den franska högstaligan.

## Handboll
Elitlaget spelade i högsta divisionen sedan säsongen 2013.Säsongen 2020/21 vann klubben EHF European League. Sedan februari 2022 ledde Helle Thomsen klubben. Klubben har bytt namn flera gånger tidigare. Klubben hette Nantes Loire Atlantique Handball (1998–2018), Nantes Atlantique Handball (2018–2021) och Les Neptunes de Nantes (2021–2024).

## Volleyboll
Volleybollsektionen grundades som en egen förening 1968 och hade före sammanslagningen som bäst nått final i det slutspel som avgör vilket lag som blir franska mästare (2013/2014 och 2018/2019) och hade spelat i högstaserien sedan 2010/2011. Volleybollsektionen har spelat i Ligue A sedan klubbsammanslagningen.